# Needham Mountain
Needham Mountain je hora v pohoří Sierra Nevada, v Tulare County, na středo-východě Kalifornie. Leží v jižní části Sierry Nevady, ve střední části Národního parku Sequoia. Vrchol Needham Mountain se nachází 6 kilometrů východně od osady Mineral King. 9 kilometrů severovýchodně leží jeden ze známých vrcholů Sierry Mount Kaweah a 26 kilometrů severovýchodně nejvyšší vrchol pohoří Mount Whitney.
Needham Mountain je s nadmořskou výškou 3 821 metrů dvacátou nejvyšší horou Kalifornie s prominencí vyšší než 500 metrů.
Hora je pojmenovaná podle amerického kongresmana na přelomu 19. a 20. století Jamese C. Needhama.